# Sapphire Technology
Sapphire, Sapphire Technology, Сапфайр (від сапфір) — китайський виробник відеокарт, материнських плат, ТБ-тюнерів й телевізорів. 
Головний офіс у Гонконзі. Sapphire перейшов повністю з OEM-виробника до виробника, що продає під власним ім'ям.
Сапфайр виробляє материнські плати й відеокарти основані на чипах АТІ. Сапфайр є найбільшим у світі виробником відеокарт на основі чипів АТІ.
Сапфайр був першим виробником, що додав HDMI на відеокартах.
На 2005 рік виробництво було зосереджено на 250000 м² з 16 незалежними виробничими лініями.
На 2007 рік підприємство мало 2 фабрики у місті Дунгуань, Гуандуні, потужність яких 1,8 млн відеокарт щомісяця.
22 січня 2019 року SAPPHIRE Technology оголосила про випуск графічної карти HDMI Blockchain SAPPHIRE RX 570 16 ГБ, першою з нового сімейства продуктів Blockchain для графічних процесорів яка підтримує майнінг GRIN Coin та інших криптовалют.